# Wedgwood & Co. Ltd.

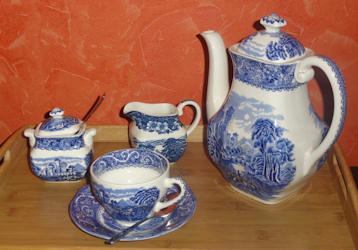
Typisches Kaffee-Geschirr des englischen Herstellers Wedgwood & Co. Ltd. aus den 1960er Jahren

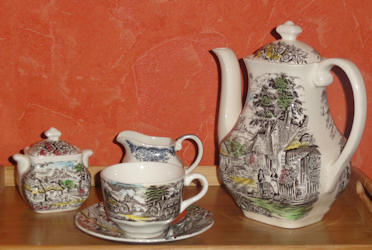
Typisches Kaffee-Geschirr des englischen Herstellers Enoch Wedgwood (Tunstall) Ltd. aus den 1970er Jahren

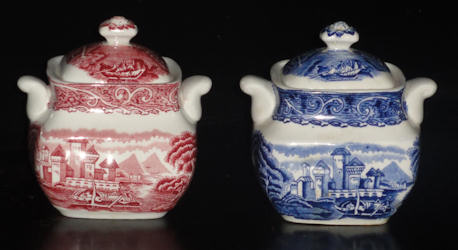
Zwei Zuckerdosen aus der „River Scene“-Serie, links (rot) von Wedgwood & Co. Ltd. (von 1900 bis 1965), rechts (blau) von Enoch Wedgwood (Tunstall) Ltd. (von 1965 bis 1980).

Wedgwood & Co. Ltd. (später Enoch Wedgwood (Tunstall) Ltd.) war ein englischer Hersteller von Keramik-Geschirr, der von 1835 bis 1980 in Tunstall, einem heutigen Stadtteil von Stoke-on-Trent, in Staffordshire existierte. Oft wird die Firma mit Josiah Wedgwood Ltd. verwechselt; die Betriebe hatten aber bis 1980 keine Verbindung.

## Name
Namensgeber von Wedgwood & Co. Ltd. war Enoch Wedgwood (1813–1879), der zwischen 1850 und 1854 in den Betrieb eingestiegen war und diesen 1860 in Wedgwood & Co. umbenannte. Bis dahin firmierte das Unternehmen als Podmore, Walker & Wedgwood und noch davor als  Podmore, Walker & Co.
Der Betrieb durchlief auch danach noch mehrere Namenswechsel, bevor er 1980 von der Josiah Wedgwood Ltd. (vormals Josiah Wedgwood & Sons), eben jenem konkurrierenden Hersteller von Geschirr und Kunstgegenständen, übernommen wurde. Mit der Übernahme verschwand der Name Enoch Wedgwood, und das Sortiment wurde noch eine Zeitlang als Unicorn Tableware weitergeführt. 

## Geschichte
Auf den Markenstempeln der Firma wird das Gründungsjahr mit 1835 angegeben. Diese Angabe bezieht sich auf die Gründung der Podmore, Walker & Co, die ab 1835 Töpferwaren in Tunstall herstellte. Enoch Wedgwood wurde zwischen 1850 und 1854 Teilhaber des Unternehmens, das danach unter anderem auch unter dem Namen Podmore, Walker & Wedgwood auftrat, bevor 1860 Enoch Wedgwood die Leitung komplett übernahm und den Betrieb in Wedgwood & Co. umbenannte. Ungefähr zu dieser Zeit holte Enoch Wedgwood auch seinen Bruder Jabez Charles Wedgwood (1821–1880) in das Unternehmen. Im Jahr 1900 wurde das Unternehmen in eine Limited Company (Ltd.) umgewandelt (Wedgwood & Co. Ltd.), und 1965 erfolgte die Umbenennung in Enoch Wedgwood (Tunstall) Ltd.
1980 erfolgte die Übernahme durch die Josiah Wedgwood Ltd., und der Name Enoch Wedgwood verschwand vom Markt.

## Produkte
Die Wedgwood & Co. Ltd. bzw. Enoch Wedgwood (Tunstall) Ltd. stellte vor allem Gebrauchs-Keramik wie Schüsseln, Teller, Tassen, Kaffee- und Teekannen, Michkännchen, Zuckerdosen, Eierbecher u. ä. her. Die Produkte des Unternehmens waren über Jahrzehnte am Markt recht beliebt und fanden in den 60er, 70er und 80er Jahren auch in Deutschland weite Verbreitung. Das hergestellte Geschirr basierte weitgehend auf einheitlichen Formen für die verschiedenen Gegenstände, bot aber eine Vielzahl an unterschiedlichen Motiven und Farben. Diese wurden meist parallel über lange Zeiträume produziert und verkauft. So finden sich beispielsweise aus den drei letzten Namensperioden des Betriebs Geschirrteile aus der Serie „Woodland“, die sich in Form, Motiv und Farbe fast nicht unterscheiden.
In Deutschland verbreitete Serien sind beispielsweise „Woodland“, „River Scene“, „Royal homes of Britain“, „Asiatic Pheasants“ oder „Old English Village“, einige davon in verschiedenen Farben und Variationen.
Aufgrund der Markenzeichen auf dem Boden der meisten Geschirrteile kann man eine grobe Altersbestimmung vornehmen:
- Marke Podmore, Walker & Co.: Herstellung 1835 bis 1860
- Marke Wedgwood & Co.: Herstellung 1860 bis 1900
- Marke Wedgwood & Co. Ltd.: Herstellung 1900 bis 1965
- Marke Enoch Wedgwood (Tunstall) Ltd.: Herstellung 1965 bis 1980
- Marke Unicorn Tableware: Herstellung ab 1980

Daneben wurden einige Serien auch unter anderen Markennamen vertrieben, beispielsweise als Royal Tunstall oder unter dem 1968 von Enoch Wedgwood (Tunstall) Ltd. übernommenen Markennamen Furnivals (Staffordshire) Ltd.

## Weblink
- Englische Seite zur Geschichte von Stoke-on-Trent, dem Zentrum der Keramikindustrie vom 18. bis ins 20. Jahrhundert